# Undervandsby
En undervandsby er en som ordet antyder, en by under vandet. Dette er hidtil en science-fiction fænomen, men det er ikke usandsynligt at det i fremtiden vil blive realiseret.[kilde mangler]

## Undervandsbyer i kulturen
- Atlantis
- Otoh Gunga (Star Wars)